# Hepie Postma
Haebeltje (Hepie) Uitterdijk-Postma (Twijzelerheide, 26 november 1956) is een Nederlandse zangeres die vooral bekend werd van het duo Hepie en Hepie. 

## Loopbaan
Eind jaren 70 richtte ze met haar nicht Hepie Hiemstra Hepie en Hepie op, een duo dat vooral bekend werd van de hit Ik lig op mijn kussen stil te dromen uit het najaar van 1980. Dit nummer werd in een house-remix opnieuw een hit in 1989 en haalde zelfs de top 10. Het duo is verschillende malen gestopt en weer bij elkaar gekomen, maar wist geen hits meer te scoren. In 2004 bracht ze haar solosingle Laat me even kind uit.